# Нелінійне рівняння Шредінгера
Нелінійне або кубічне рівняння Шредінгера (НРШ, англ. Nonlinear Schrödinger equation (NLS)) —  нелінійне рівняння в частинних похідних другого порядку, що грає важливу роль в теорії нелінійних хвиль, зокрема, в нелінійній оптиці і фізиці плазми. Є узагальненням лінійного параболічного рівняння, відомого в квантовій механіці як рівняння Шредінгера

Рівняння має вигляд:
{\displaystyle i{\frac {\partial u}{\partial t}}=-{\frac {\partial ^{2}u}{\partial x^{2}}}+2\kappa |u|^{2}u}
де {\displaystyle u(x,t)} — комплекснозначна функція.

## Значення у фізиці
Будучи нелінійним узагальненням параболічного рівняння, нелінійне рівняння Шредінгера описує динаміку хвильових пакетів в середовищах з дисперсією і кубічною нелінійністю. Подібна ситуація зустрічається, наприклад, при поширенні електромагнітних хвиль в плазмі: з одного боку плазма є диспергуючої середовищем, з іншого боку, при досить високих амплітудах хвилі проявляється пондеромоторна нелінійність, яка в деяких випадках може бути апроксимована кубічним членом. Іншим прикладом є поширення світла в нелінійних кристалах з дисперсією: у багатьох випадках квадратична нелінійність мала або тотожно дорівнює нулю в силу центральної симетрії кристалічної решітки, тому враховується тільки кубічний член.

## Розв'язки
Для нелінійного рівняння Шредінгера знайдено велику кількість точних розв'язків, що представляють собою стаціонарні нелінійні хвилі.
Зокрема, розв'язком є функції вигляду:
{\displaystyle u(x,t)=\exp \left\{irx-ist\right\}v(x-Ut)}
де r, s, U — сталі, що пов'язані співвідношеннями:
{\displaystyle r={\frac {U}{2}}\qquad s={\frac {U^{2}}{4}}-\alpha }
а функція v(q) задовільняє звичайному  диференційному рівнянню вигляду:
{\displaystyle {\frac {d^{2}v}{dq^{2}}}-\alpha v+\nu v^{3}=0}
Періодичні розв'язки мають форму кноїдальних хвиль. Крім того, є локалізований розв'язок солітонного типу:
{\displaystyle v={\frac {\sqrt {2\alpha /\nu }}{\cosh ^{2}\left[{\sqrt {\alpha }}\left(x-Ut\right)\right]}}}